# Giuseppe Dossena
Giuseppe Dossena (Milà, el 2 de maig de 1958) és un entrenador de futbol italià i exjugador de futbol, que va jugar com a migcampista. Va jugar amb diversos clubs italians al llarg de la seva carrera, en particular, al Torino FC i a la UC Sampdoria; on va guanyar diversos títols. A nivell internacional, va representar la selecció italiana que va guanyar la Copa del Món de Futbol de 1982.